# Exechia cristata
Exechia cristata är en tvåvingeart som beskrevs av Senior-white 1921. Exechia cristata ingår i släktet Exechia och familjen svampmyggor.
Artens utbredningsområde är Sri Lanka. Inga underarter finns listade i Catalogue of Life.